# Martins Ubaha
Martins Obaha – nigeryjski zapaśnik walczący w obu stylach. Zajął dziewiąte miejsce na mistrzostwach świata w 1989. Wicemistrz igrzysk afrykańskich w 1991. Zdobył trzy medale na mistrzostwach Afryki w latach 1982 - 1990. Mistrz Wspólnoty Narodów w 1989. Szósty w Pucharze Świata w 1991 roku.